# Piaseczno (powiat sępoleński)
Piaseczno – wieś krajeńska w Polsce położona w województwie kujawsko-pomorskim, w powiecie sępoleńskim, w gminie Sępólno Krajeńskie.
Wieś duchowna, własność Klasztoru Bożogrobców w Gnieźnie pod koniec XVI wieku leżała w powiecie nakielskim województwa kaliskiego. W latach 1975–1998 miejscowość należała administracyjnie do województwa bydgoskiego. Według Narodowego Spisu Powszechnego (III 2011 r.) liczyła 577 mieszkańców. Jest drugą co do wielkości miejscowością gminy Sępólno Krajeńskie.